# Geo Milew

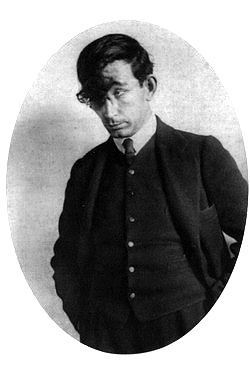
Geo Milew

Geo Milew (bulgarisch Гео Милев, mit vollem Namen Георги Мильов Касабов, Georgi Miljow Kassabow; * 15. Januar 1895 in Radnewo, bei Stara Sagora, Bulgarien; † Mai 1925 bei Sofia) war ein bulgarischer Literaturkritiker und expressionistischer Dichter. In den 1910er und 1920er Jahren war er insbesondere als Vermittler moderner kultureller Strömungen eine zentrale Figur des literarischen Lebens Bulgariens. Milew wurde 1925 im Zuge antikommunistischer Gewalt nach dem Bombenanschlag auf die Kathedrale Sweta Nedelja durch regierungsnahe Kräfte ermordet.

## Leben

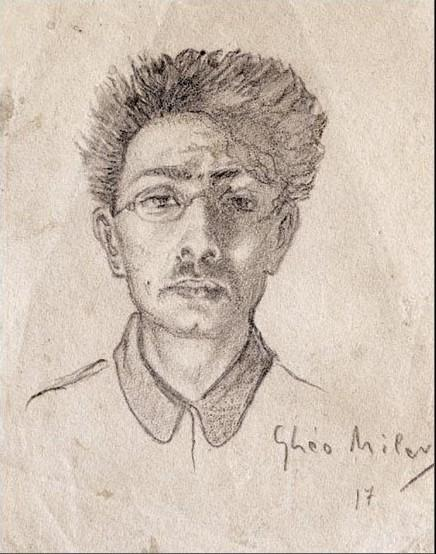
Selbstporträt 1917

Milew war der Erstgeborene von sechs Kindern und entstammte einer Lehrerfamilie. Die Familie zog früh nach Stara Sagora, als sein Vater Miljo Kassabow den Beruf des Lehrers aufgab und eine Buchhandlung mit einem kleinen angeschlossenen Verlag gründete.
Bereits im Alter von fünf Jahren begann er 1900 mit der Schullaufbahn. Als Kind zeigte er künstlerisches wie sprachliches Geschick und entwickelte früh ein Interesse an Literatur: 1907 erschien erstmals ein Gedicht des damals Zwölfjährigen in der Kinderzeitschrift Slawejtsche, zwischen 1909 und 1914 veröffentlichte er jährlich handgeschriebene Sammelbände mit eigenen wie auch übersetzten Gedichten.
Im Alter von 16 Jahren nahm er 1911 in Sofia das Studium der Slawistik auf. Von 1912 bis 1914 studierte er in Leipzig Philosophie und Theaterwissenschaften, aus dieser Zeit rührte seine besondere Verbundenheit zur modernen deutschen Literatur.

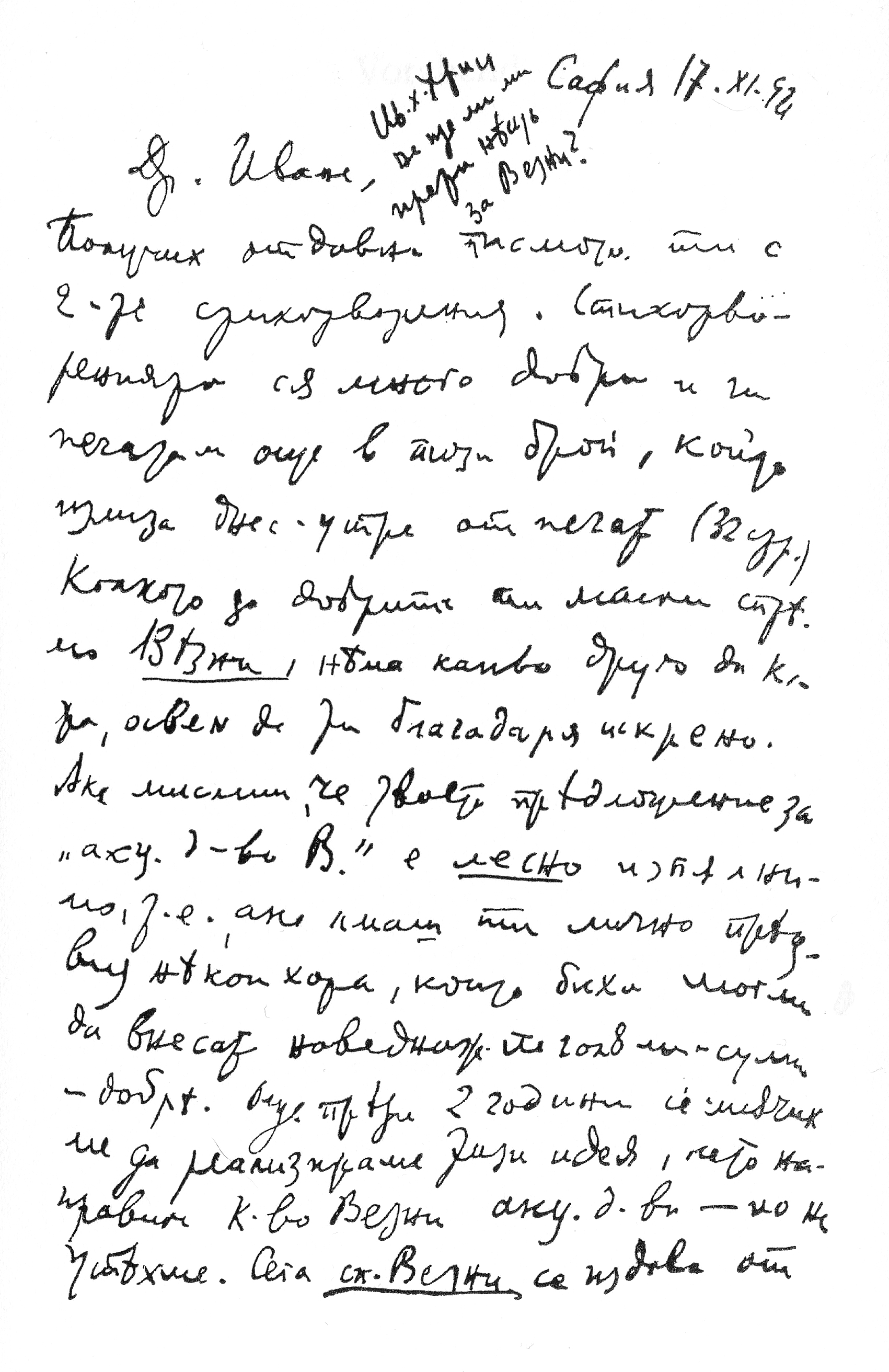
Brief von Geo Milew

Von Juli bis Oktober 1914 lebte er in London, wo er unter anderem die Bekanntschaft des belgischen Dichters Émile Verhaeren machte. Verhaeren beeindruckte ihn stark und wurde zu einem prägenden Einfluss für ihn. Als er nach Deutschland zurückkam, wurde er jedoch bereits in Hamburg unter dem Verdacht der Spionage für Großbritannien verhaftet. Aufgrund von mangelnden Beweisen wurde er freigelassen und reiste daraufhin zurück nach Bulgarien.
Hier nahm Milew seine Tätigkeit als Vermittler moderner europäischer Literatur auf, gründete eine Theatertruppe und veröffentlichte kleine literarische Porträts über zentrale Autoren des Symbolismus wie Stéphane Mallarmé, Richard Dehmel, Paul Verlaine, Emile Verhaeren und über den Philosophen Friedrich Nietzsche – jeweils begleitet von eigenen Übersetzungen ihrer Werke. Jede der Schriften war einem anderen bulgarischen Symbolisten gewidmet wie Nikolai Liliew, Dimtscho Debeljanow, Teodor Trajanow oder Nikolai Rainow. Als Plattform diente ihm dabei die väterliche Verlagsbuchhandlung, für die er die Verantwortung trug, da sein Vater im Ersten Weltkrieg bereits zum Militär eingezogen worden war.
Sein Engagement wurde vorläufig beendet, als er im März 1916 in die Reserveoffiziersschule Knjashewo eintrat und ab September nahe Doiran stationiert war. Dort wurde er am 27. April 1917 bei einer Schlacht im Kampf gegen britische und italienische Truppen schwer verwundet, verlor sein rechtes Auge und erlitt schwere Kopfverletzungen. Zu ihrer Behandlung sandte man ihn im März 1918 nach Deutschland, wo er sich einer Reihe von komplizierten Operationen unterziehen musste. Er brach die Behandlung jedoch nach einiger Zeit ab, um sich intensiver dem kulturellen Leben Berlins zu widmen, wo er bis zum März 1919 lebte und zum Kreis der von Franz Pfemfert herausgegebenen Zeitschrift Die Aktion gehörte.
Nach seiner Rückkehr nach Sofia heiratete er Mila Keranowa, eine Schauspielerin, die kurz zuvor ihr Studium der Sprachwissenschaften an der Pariser Sorbonne beendet hatte, und wurde Vater zweier Töchter. Die Familie lebte unter finanziell angespannten Bedingungen in einem einzigen Zimmer im Zentrum der Stadt. Hier gründete er die von 1919 bis 1922 aktive Zeitschrift Wesni (dt. „Die Waage“), ein zentrales Medium der modernen Kunst Bulgariens, insbesondere des bulgarischen Symbolismus. Zwischen 1920 und 1923 bekam er Gelegenheit, unter anderem am Sofioter Nationaltheater, mehrere Stücke zu inszenieren, gespielt wurden jedoch nur August Strindbergs „Totentanz“ und Ernst Tollers „Masse Mensch“, seine Inszenierung von Hugo von Hofmannsthals „Elektra“ wurde noch vor der Premiere 1923 durch die Intendanz des Nationaltheaters abgesetzt.
Spätestens seit 1922 wird in seiner Arbeit eine Hinwendung zu einem politisierten Verständnis von Literatur erkennbar, noch im selben Jahr beantragte er auch die Aufnahme in die Bulgarische Kommunistische Partei. Ab Januar 1924 gab er in diesem Sinn eine neue Zeitschrift namens Plamak (dt. „Flamme“) heraus, die stark vom politischen Ansatz geprägt war. Sein hier erschienenes langes Gedicht „September“, das sein bekanntestes Gedicht ist, die Ereignisse des kommunistischen Aufstands am 23. September 1923 in Bulgarien behandelte und seine blutige Niederschlagung durch die Regierung kritisierte, führte dazu, dass er ins Visier der Strafverfolgungsbehörden geriet. Die Ausgabe wurde konfisziert, „Plamak“ musste sein Erscheinen im Januar 1925 einstellen und Milew wurde nach dem „Gesetz zum Schutz des Staates“ angeklagt. Wider den Rat seiner Freunde verließ Milew das Land aber nicht, am 14. Mai wurde er vom Bezirksgericht in Sofia zu einem Jahr Haft und einer Geldstrafe in Höhe von 20.000 Lewa verurteilt, in der Urteilsbegründung mahnte das Gericht „Ein Dichter besingt die reine Kunst, […] von einem hohen Thron aus, über dem kleinlichen Gezänk des Lebens stehend“, führte also hier eine Haltung als vorbildlich an, die von Milew selbst noch zu seinen symbolistischen Zeiten vertreten worden war. Im Zuge der antikommunistischen Gewalt durch die Regierung und der Regierung nahestehende Truppen nach dem Bombenanschlag auf die Kathedrale Sweta Nedelja am 16. April 1925 wurde er am 15. Mai durch die Sicherheitspolizei zu „einer kurzen Befragung“ abgeholt, von der er nicht wieder zurückkehrte. Erst rund dreißig Jahre später stellte sich heraus, dass er vermutlich erdrosselt und anschließend in einem Massengrab bei Ilijanzi nahe Sofia zusammen mit Hunderten anderer Opfer, darunter zahlreichen bedeutenden Intellektuellen des Landes, verscharrt worden war.
Seine Tochter Leda Milewa wurde ebenfalls eine international bekannte Dichterin.

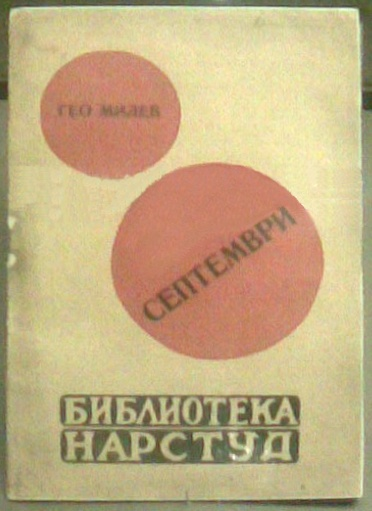
Erstausgabe von „September“

## Wirkung
Milew gilt als der wichtigste expressionistische Autor Bulgariens und beeinflusste die bulgarische Literatur vor allem in den 1920er Jahren durch seine vielseitige Tätigkeit als Literaturkritiker, Publizist, Herausgeber und Theaterwissenschaftler.
Für die zwanziger Jahre gilt er als der wichtigste Vermittler der Moderne, insbesondere symbolistische und expressionistische Dichter Westeuropas stellte er erstmals in Bulgarien vor. Von besonders langanhaltender Bedeutung war dabei sein übersetzerisches Werk, er übersetzte unter anderem Sophokles, Shakespeare, Omar Chayyām, Lord Byron, Rainer Maria Rilke, Paul Verlaine, Alexander Sergejewitsch Puschkin, Alexander Alexandrowitsch Blok und Wladimir Wladimirowitsch Majakowski.
Eine Ausgabe gesammelter Werke erschien 1976 bis 1977 in 3 Bänden in Bulgarien, eine Auswahl aus seinem Werk in deutscher Sprache erschien 1975 unter dem Titel „Tag des Zorns“ in Berlin.
Seit 2010 tragen die Milev Rocks seinen Namen, Klippen im Archipel der Südlichen Shetlandinseln in der Antarktis.

## Nachweise
Die Informationen dieses Artikels entstammen zum größten Teil der hier angegebenen Literatur.
- Anonymus: Die wichtigsten Daten aus dem Leben Geo Milews. In: Geo Milew: Tag des Zorns. Volk und Welt, Berlin 1975, S. 93–95
- Wesselin Andreew: Verwegen und stark. In: Geo Milew: Tag des Zorns Volk und Welt, Berlin 1975, S. 97–111
- Toncho Zhechev: Geo Milev – One of the Most Prominent Figures in Bulgarian Literature. In: Geo Milev: The Road To Freedom. 1988, ISBN 0-948259-45-0.
- Leda Milewa: Footsteps on the Stairs. In: Geo Milev: The Road To Freedom. 1988, ISBN 0-948259-45-0.
- Rozalia Hristova: Road Scholars. In: The Sofia Echo, 5. Juli 2001, Online